# 2nd (EP)
2nd è un EP del gruppo rock finlandese The Rasmus, pubblicato nel 1996.

## Tracce
1. Myself – 3:31
2. Postman – 2:36

## Formazione
- Lauri Ylönen – voce
- Pauli Rantasalmi – chitarra
- Eero Heinonen – basso
- Janne Heiskanen – batteria